# Axel Bildt
Axel Robert Bildt, född 10 november 1869 i Uddevalla, Göteborgs och Bohus län, död 23 augusti 1944 i Bro församling, Uppsala län, var en svensk affärsman och godsägare.
Bildt bildade 1915 bolaget AB Transito för att fullgöra sitt uppdrag att å engelska och ryska regeringarnas vägnar kontrollera ententemakternas varutransporter genom Sverige under första världskriget. Han tillhörde styrelsen för ett stort antal bolag, bland annat Optimus och Svensk-engelska oceankompaniet, i vilka han var styrelseordförande.
Åren 1918–1944 ägde Bildt Lejondals slott.